# Kira Kira
(Esclamazione ricorrente nel gioco)
Kira Kira, stilizzato Kira☆Kira (キラ☆キラ?, Kira☆Kira, lett. "brilla brilla"), è una visual novel giapponese sviluppata e pubblicata in origine dalla OVERDRIVE il 22 novembre 2007 per Microsoft Windows. Il 26 febbraio 2009, la PrincessSoft ne ha pubblicato una versione per PlayStation 2. La versione inglese è stata pubblicata dalla MangaGamer il 24 giugno 2009 per Microsoft Windows. La Mtrix co. ne ha pubblicato una versione per iPhone/iPod touch il 20 novembre 2009, per entrambe le lingue. Il 4 maggio 2011, è uscita anche una versione per Android. Infine, sempre la MangaGamer, ne ha pubblicato una versione per Windows adatta a tutte le età il 31 gennaio 2010, acquistabile tramite download. Di quest'ultima versione, sono stati venduti anche alcuni DVD (circa 800-1000) all'Anime Expo del luglio 2010.
Il titolo del gioco fa riferimento alla canzone Ah! Vous dirai-je, Maman, nota in inglese come Twinkle, Twinkle, Little Star, che in giapponese si traduce Kira kira hoshi (きらきら星?). Questa canzone è infatti la prima che i protagonisti del gioco tentano di suonare dopo aver formato la band.

## Trama
Shikanosuke Maejima è uno studente alla Oubi Academy, una scuola cristiana. Non s'impegna molto nello studio e lavora part-time in un ristorante. Un giorno incontra sul posto di lavoro una compagna di scuola, Kirari, che scopre essere anche nel club in cui è iscritto e che lui non frequenta: il secondo club di letteratura. Per un caso, i due ricevono dei biglietti omaggio per un concerto di musica punk rock. Dopo lo spettacolo Kirari è entusiasta e propone al ragazzo di creare una band.
Con Chie e Sarina, due altre compagne facenti parte del loro club, creano una band per esibirsi in uno spettacolo durante il festival scolastico, dopo il quale il loro club verrà chiuso perché ritenuto non necessario. Nasce così la Band del Secondo Club di Letteratura (第二文芸部バンド?, Daini Bungeibu Bando, abbreviata a d2b).
Il primo problema riguarda proprio Shikanosuke: siccome il nonno di Sarina è piuttosto severo riguardo al fatto che la nipote stia con dei ragazzi, Shikanosuke è costretto a travestirsi da ragazza quando suona con la band. Dopo mesi di preparativi, lezioni e prove, il festival è alle porte e la band si prepara al gran finale del loro club.

## Modalità di gioco
Come la maggior parte delle visual novel, la giocabilità di Kira Kira consiste nel leggere il testo accompagnato dalle immagini dei personaggi e da fondali fissi, effettuando alcune scelte che andranno a influenzare la storia.
Il gioco ha quattro finali tristi che fanno più o meno terminare bruscamente la storia. Uno di essi non è tale in senso stretto, ma poiché non riguarda una delle tre ragazze protagoniste. I lieto fine sono tre, uno per ogni eroina, più un finale accessibile dopo aver terminato gli altri tre.

## Personaggi

### Protagonisti
Shikanosuke Maejima (前島 鹿之助?, Maejima Shikanosuke)
Shikanosuke è il protagonista del gioco. In passato era parte del club di tennis con il suo amico Murakami, ma decise di abbandonarlo quando si accorse che c'era gente molto più brava di lui. Come se non bastasse, viene anche lasciato dalla ragazza poco tempo dopo. Nella Band del Secondo Club di Letteratura (d2b) suona il basso.
Kirari Shiino (椎野 きらり?, Shiino Kirari), (Seiyū Tomoko Nakamura)
Kirari è la ragazza che Shikanosuke incontra sul posto di lavoro. È una ragazza allegra, solare e semplice, ma anche intelligente e di talento. Provenendo da una famiglia molto povera, lavora per aiutare la famiglia. Da lei parte l'idea di creare una band per un'uscita di scena in grande stile del secondo club di letteratura, in cui si presterà come cantante.
Sarina Kashiwara (樫原 紗理奈?, Kashiwara Sarina), (Seiyū Megumi Kojima)
Sarina proviene da una famiglia molto ricca. È una ragazza timida e di buone maniere, ma quando vuole sa imporsi come si deve. Soffre di costituzione debole, ed è quindi spesso malata. Per questo motivo, e per l'atteggiamento protettivo del nonno, non ha molti amici a scuola e percorre il tragitto da e verso la scuola su un'auto di lusso. Kirari è la sua migliore amica ed è la chitarrista della band.
Chie Isurugi (石動 千絵?, Isurugi Chie), (Seiyū Kei Mizusawa)
Chie è un'amica d'infanzia di Shikanosuke. È un anno più grande di lui, ma per ragioni di famiglia ha perso l'anno e quindi non si è ancora diplomata. È una persona onesta che tende a non coinvolgere gli altri nei suoi problemi. È la leader della band e suona la batteria.

### Personaggi secondari
Tonoya Kenta (殿谷 健太?, Kenta Tonoya)
Kenta è un compagno di scuola di Shikanosuke. È il chitarrista di una band piuttosto famosa chiamata STAR GENERATION. In seguito aiuterà Shikanosuke e gli altri a trovare alcuni ingaggi. Chie lo soprannomina "Tonoyan". Si mantiene sempre molto calmo, ed infatti Shikanosuke lo soprannomina "faccia da poker".
Murakami (村上?, Murakami)
Murakami è il migliore amico di Shikanosuke ed ex partner nei doppi a tennis. È un ragazzo grande e robusto, ma fondamentalmente buono e sentimentale. I suoi genitori gestiscono un negozio di liquori. Dopo aver anche lui lasciato il club di tennis, si unisce al club di Go, ma aiuta gli altri insegnando loro cosa sia il punk rock.
Yagihara (八木原?, Yagihara)
Yagihara è il leader e il cantante degli STAR GENERATION.
Miyuki & Mai (美雪&舞?, Miyuki & Mai)
Miyuki e Mai sono gli altri membri del secondo club di letteratura. Loro due supportano la band dall'esterno, cucendo le uniformi per lo spettacolo. Sono sempre insieme, per cui Shikanosuke non sa chi sia Mai e chi Miyuki. Quando prova a chiederlo, loro gli danno pervertito sostenendo che voglia sapere i loro nomi per qualche scopo subdolo.
Sorella Yoshizawa (吉沢?)
Sorella Yoshizawa è un'insegnante della scuola responsabile della morale pubblica. È una suora ed è piuttosto severa, ma in fondo giusta.
Yuko Maejima (前島 祐子?, Maejima Yūko)
Yuko è la sorella minore di Shikanosuke. È la classica sorella minore che prende in giro il fratello, specialmente dopo che scopre che si deve vestire da donna per suonare al festival scolastico.
Masatsugu Kashiwara (樫原 正次?, Kashiwara Masatsugu)
Masatsugu è il nonno di Sarina e presidente del gruppo Kashiwara. È molto austero e tende a tutelare fin troppo la nipote.
Saiki (斎木?, Saiki)
Saiki è la cameriera nella casa dei Kashiwara. Lavora da molti anni al loro servizio ed è spesso complice di Sarina.
Akira Yashiro (屋代 彰?, Yashiro Akira)
Akira è il cantante di una band Visual kei chiamata "Panic" a Nagoya. Non sopporta Shikanosuke perché si traveste da donna.
Mika (美佳?, Mika)
Mika è la fidanzata di Akira e vive con lui.
Tomo Kougure (古暮 智?, Kogure Tomo)
Tomo è la sostituta manager di un teatro a Osaka.
Satoh (佐藤?, Satō)
Satoh è uno uomo dall'aspetto di uno yakuza che Kirari incontra a Osaka. Sorpresa dalla sua bravura, le regala una chitarra Gibson Les Paul. Kirari gli dà il soprannome "Satocchi".

## Kira☆Kira curtain call
La OVERDRIVE ha sviluppato e pubblicato anche uno spin-off, Kira☆Kira curtain call, acquistabile separatamente o insieme al gioco originale, in una versione chiamata Complete Acts. MangaGamer ha pubblicato invece la versione inglese, ma non una comprensiva di entrambi i giochi. Il titolo del gioco fa riferimento all'espressione curtain call(lett. "il sipario chiama"), usata per indicare il momento in cui, alla fine di una rappresentazione, il sipario viene riaperto per permettere agli artisti di tornare sul palco per un'ultima prestazione.
Il gioco è ambientato circa 2 anni dalle vicende di Kira☆Kira secondo il finale di Kirari sbloccabile. Alla Oubi Academy, la storia della Band del Secondo Club di Letteratura (第二文芸部バンド?, Daini Bungeibu Bando, abbreviato a d2b) è diventata una vera e propria leggenda. Seguendo il suo esempio, il club della musica femminile ogni anno recluta le migliori studentesse perché suonino nella Band del Secondo Club di Letteratura, chiamata così in onore di quella divenuta famosa. La prima parte del gioco segue le vicende di Souta Honda, uno studente membro del club della musica maschile innamorato della sua amica d'infanzia Yui, allo stesso tempo rivale in quanto membro del club della musica femminile. Nella seconda parte la storia segue invece le vicende di diversi personaggi visti sia nella prima parte che di altri presenti nel gioco originale, in particolare Souta e Murakami, concludendosi in un finale che fa da epilogo alla serie.

## Sviluppo
Kira☆Kira è la seconda visual novel di produzione della OVERDRIVE, dopo Edelweiss. Il produttore del gioco fu Hiroshi "Bamboo" Takeuchi. Gli scenari furono scritti Renya Setoguchi, come suo ultimo lavoro come scrittore. Il direttore artistico e capo del character design fu Shinji Katakura, come in Edelweiss. Le musiche furono prodotte dalla band Giapponese Milktub, con Hiroshi Takeuchi come cantante.

## Media correlati
Un programma radiofonico su internet, intitolato Radio d2b, fu prodotto da Onsen e trasmesso per la prima volta nel dicembre 2007. La prima serie si conclude nel giugno 2008 e fu condotta da Hiroshi Takeuchi, UR@N e Kyoichi Miyazaki. Una seconda stagione cominciò nel novembre 2008 condotta da Takeuchi, e dalle doppiatrici delle tre eroine.
È stato inoltre pubblicato un doppio album con la colonna sonora del gioco e uno sceneggiato in sei parti.